# Umurbey (Gemlik)
Ne doit pas être confondu avec Umur Bey.
Pour les articles homonymes, voir Umurbey.
Umurbey est une localité de Turquie, dans la province de Bursa et le district de Gemlik, sur la rive méridionale de la mer de Marmara. La ville, qui a en 2000 une population de 3 367 habitants, se trouve dans la banlieue de Gemlik, à 3 km au sud-est. Elle est séparée de Gemlik par l'autoroute O5.

## Lieux et monuments
- Monuments liés à Celâl Bayar : mausolée, au milieu d'un parc ; maison natale ; musée et bibliothèque ; statue sur la place principale.
- Mosquée du XIXe siècle.

## Personnalités liées à la ville
- Celâl Bayar (1883-1986), homme d'État turc, troisième président de la république de Turquie (1950-1960), né à Umurbey.